# Dzień Niepodległości (Kambodża)
Dzień Niepodległości (khm. បុណ្យឯករាជ្យជាតិ) – święto państwowe w Kambodży, obchodzone corocznie 9 listopada dla upamiętnienia wyzwolenia się Kambodży spod panowania francuskiego tego dnia 1953 roku. Oficjalne uroczystości odbywają się w Phnom Penh pod Pomnikiem Niepodległości. Jest to dzień wolny od pracy.

## Tło historyczne
Kambodża znajdowała się pod kontrolą Francji od 1863 roku. Podczas II wojny światowej kraj był okupowany przez Japonię, a w 1945 niepodległość deklarowało marionetkowe Królestwo Kambodży. Po kapitulacji Japonii tereny Kambodży przeszły z powrotem pod kontrolę Francji. W 1946 r. Kambodży została przyznana autonomia w ramach Unii Francuskiej. W marcu 1953 r. król Norodom Sihanouk udał się do Francji, aby wynegocjować pełną niepodległość dla państwa. W czerwcu 1953 r. rząd Francji ogłosił gotowość przyznania pełnej niepodległości Kambodży. Za swoje osiągnięcia Norodom Sihanouk uznawany jest za „ojca niepodległości” (khm. ព្រះមហាវីរបុរសជាតិ – ព្រះបិតាឯករាជ្យជាតិ).